# Friluft
Friluft er en dansk dokumentarfilm fra 1959, der er instrueret af Jørgen Roos efter manuskript af Tørk Haxthausen.

## Handling
I optagelser, der for størstedelen er baseret på originalt historisk materiale i form af malerier, stik, fotografier og gamle film, vises et kulturhistorisk tværsnit af friluftsbevægelsens udvikling. I begyndelsen levede menneskene et frit liv i nær kontakt med naturen. Efterhånden blev de spærret inde af snærende klæder og trange huse, og vandringen bort fra naturen kulminerede i klunketidens lumre hygge blandt støvede viftepalmer og rødt plys. Først i slutningen af det 19. århundrede begyndte dristige pionerer en forsigtig tilnærmelse til naturen, og derefter er udviklingen gradvis gået frem til nutidens soldyrkelse og friluftsliv.